# Order Czerwonego Sztandaru Pracy
Order Czerwonego Sztandaru Pracy (ros. Орден Трудового Красного Знамени) – ustanowiony uchwałą Centralnego Komitetu Wykonawczego oraz Rady Komisarzy Ludowych ZSRR z 7 września 1928 roku. W późniejszym okresie statut był kilkakrotnie zmieniany decyzją Centralnego Komitetu Wykonawczego i Rady Komisarzy Ludowych ZSRR z 7 maja 1936 roku oraz dekretem Prezydium Rady Najwyższej ZSRR z 9 czerwca 1943 i 16 grudnia 1947 roku.
Wcześniej nadawany był Order Czerwonego Sztandaru Pracy RFSRR ustanowiony na VIII Wszechrosyjskim Zjeździe Rad w dniu 28 grudnia 1920 roku. Nieco później były ustanowione podobne ordery w innych republikach radzieckich. Z dniem ustanowienia ogólnoradzieckiego Orderu Czerwonego Sztandaru Pracy – nadawanie podobnych orderów w poszczególnych republikach zostało zakończone.

## Statut orderu
Order nadawany był w uznaniu wielkich zasług dla radzieckiego państwa i społeczeństwa w dziedzinie produkcji, nauki, kultury, literatury, sztuki, oświaty, ochrony zdrowia oraz w innych sferach działalności państwowej i społecznej.
Zgodnie ze statutem orderem mogli być nagradzani obywatele ZSRR oraz przedsiębiorstwa, jednostki wojskowe, instytucje, organizacje, republiki związkowe i autonomiczne, kraje, obwody, rejony, miasta i inne jednostki podziału administracyjnego. Orderem mogli być też nagradzani obywatele innych państw, ponadto przedsiębiorstwa, instytucje, organizacje, miasta z tych krajów.
Order nadawany był w szczególności: 
- za wybitne zasługi w rozwoju przemysłu, rolnictwa, budownictwa, transportu oraz innych gałęzi gospodarki narodowej, zwiększanie efektywności produkcji,
- za wielkie zasługi w rozwoju nauki i techniki, wdrażanie nowych technologii,
- za projekty racjonalizatorskie, mające wielkie znaczenie techniczno-ekonomiczne,
- za wybitne zasługi w umacnianiu obronności kraju,
- za wybitne zasługi w dziedzinie radzieckiej kultury, literatury i sztuki,
- za wielkie zasługi w wychowaniu i kształceniu młodego pokolenia, za szczególne osiągnięcia w dziedzinie kultury fizycznej i sportu,
- za umacnianie socjalistycznej praworządności i porządku publicznego,
- za wielkie zasługi w rozwoju współpracy gospodarczej, naukowo-technicznej między ZSRR a innymi państwami.

Order nosi się na lewej piersi w kolejności za Orderem Czerwonego Sztandaru a przed Orderem Przyjaźni Narodów.

## Nadania
Orderem Czerwonego Sztandaru Pracy RFSRR nagrodzony był w dniu 28 lipca 1921 roku po raz pierwszy chłop z guberni homelskiej – Nikita Mienczukow – za wybitne zasługi w zwalczaniu powodzi.
Pierwszym kolektywem nagrodzonym orderem były tulskie zakłady zbrojeniowe, którym nadano order decyzją z dnia 25 kwietnia 1921 roku za wykonanie planu produkcji karabinów i amunicji w okresie zagrożenia miasta ze strony białogwardyjskich wojsk Denikina.
Orderem Czerwonego Sztandaru Pracy nr 1 były nagrodzone Zakłady Putiłowskie w Leningradzie.
Ogólna liczba nadań do dnia 21 grudnia 1991 roku, kiedy to zakończono nadawanie orderu – wyniosła 1 224 590.

## Opis odznaki orderu
Order Czerwonego Sztandaru Pracy ma kształt owalny. Pierwotna forma orderu z 1928 została zmodyfikowana w 1936. Podstawowy element to koło zębate, którego górna część jest osłonięta sztandarem z rubinowo-czerwonej emalii. Na sztandarze znajduje się złoty napis: CCCP (pol. ZSRR). W środkowej części umieszczony jest pozłacany wizerunek sierpa i młota na planie elektrowni wodnej i mostu kolejowego. Woda poniżej mostu pokryta jest niebieską emalią. Poniżej wizerunku godła państwowego znajduje się złoty półkolisty wieniec. W kole zębatym, poniżej wieńca, są wycięcia wypełnione białą emalią. Na kole zębatym jest zamieszczony napis: Пролетарии всех стран, соединяйтесь! (pol. Proletariusze wszystkich krajów, łączcie się!). W dolnej części odznaki są zamieszczone rozchodzące się w prawo i w lewo złote kłosy pszeniczne, związane złotą wstęgą, na której znajduje się pięcioramienna gwiazda pokryta czerwoną emalią. Sierp i młot oraz gwiazda są odrębnymi elementami przynitowanymi do orderu. Order do 1943 noszony był w formie odznaki przykręcanej za pomocą gwintu i nakrętki. Od 19 czerwca 1943 order noszony jest na ciemnoniebieskiej wstążce wiązanej na modę rosyjską z granatowymi paskami po bokach.